# 坂本龍馬に関する銅像・施設・展示一覧

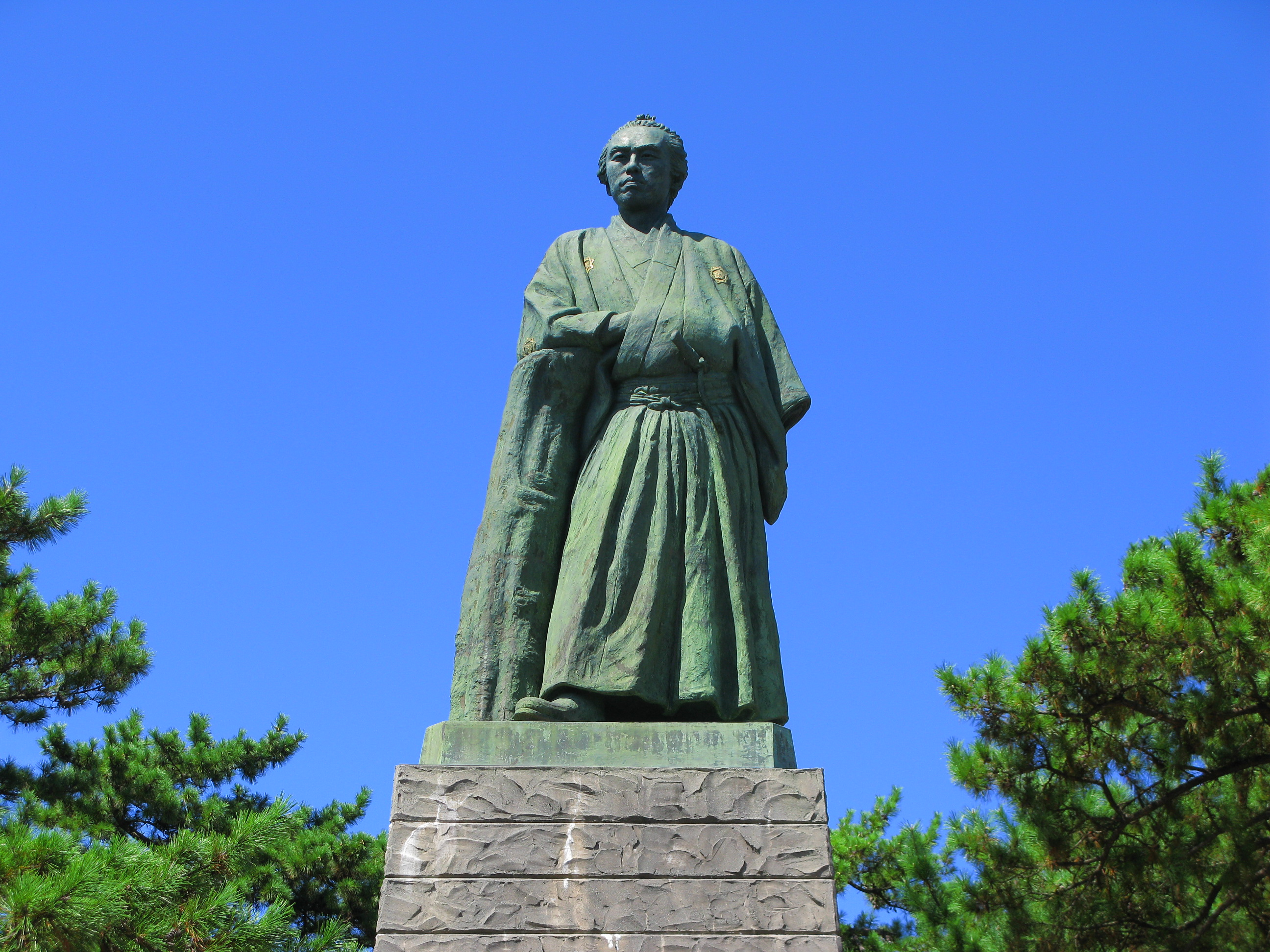
本山白雲作の坂本龍馬像
（高知桂浜）

坂本龍馬に関する銅像・施設・展示一覧（さかもとりょうまにかんするどうぞう・しせつ・てんじいちらん）

## 名前を冠した施設

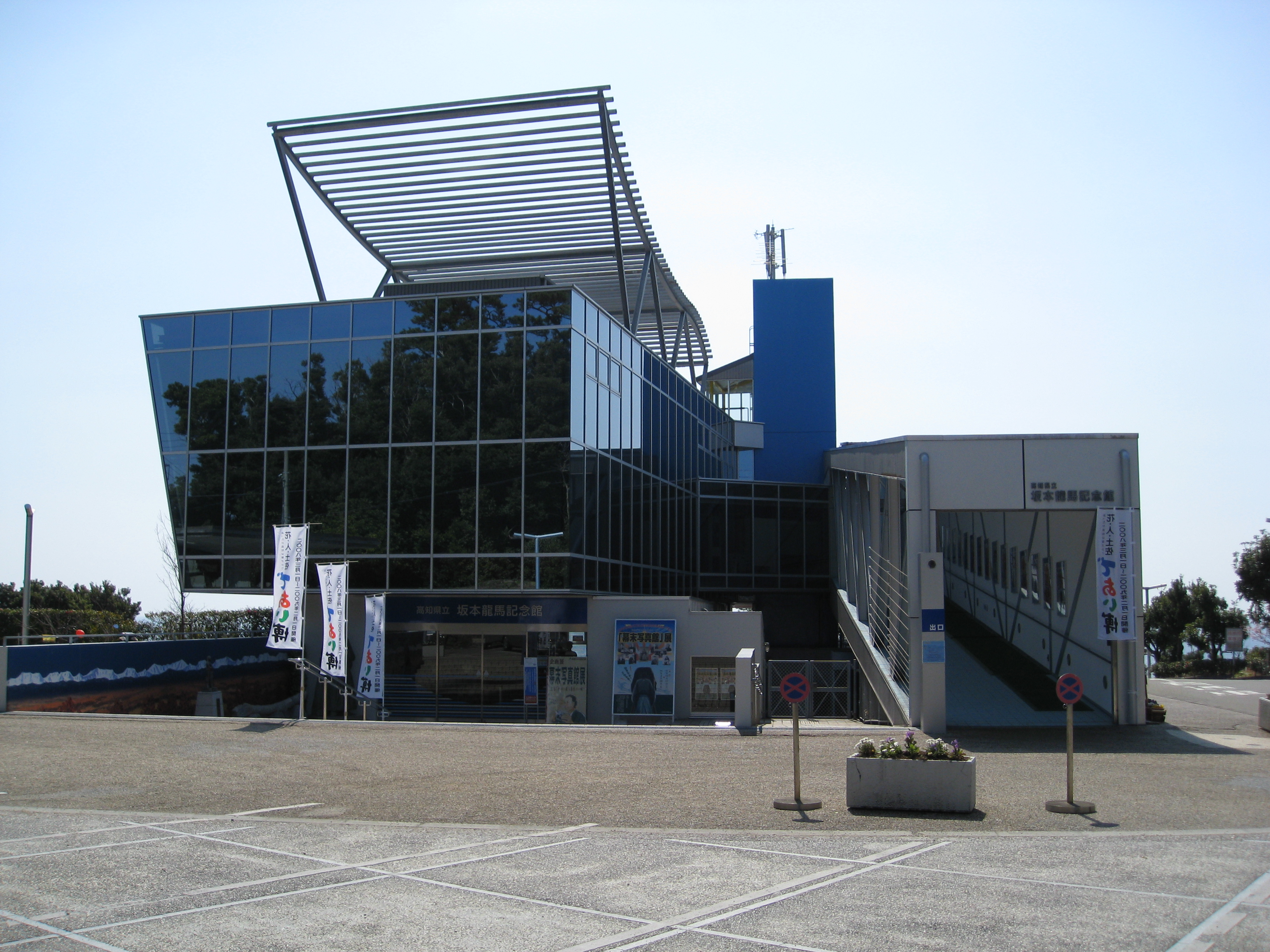
高知県立坂本龍馬記念館

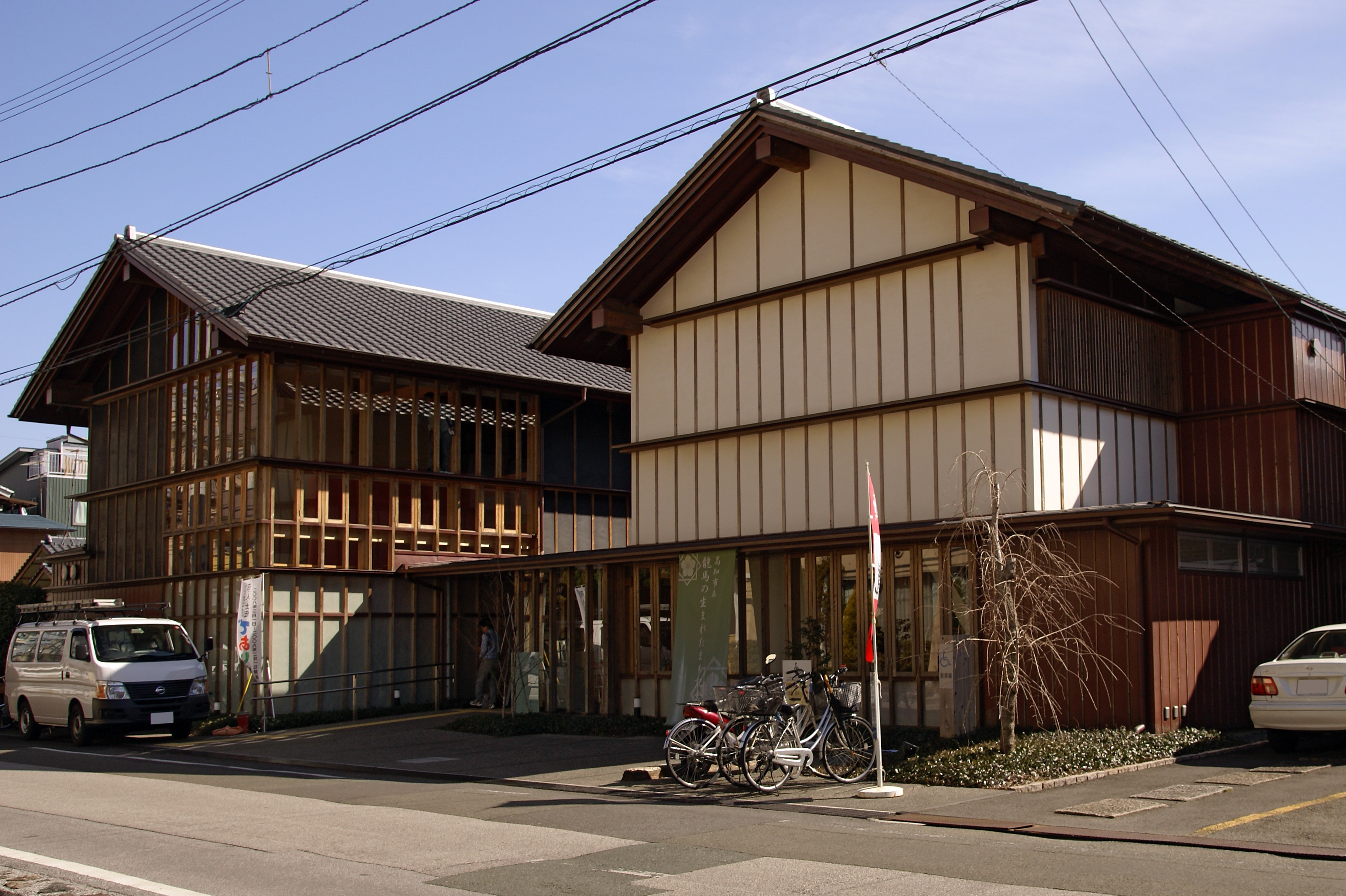
高知市立龍馬の生まれたまち記念館

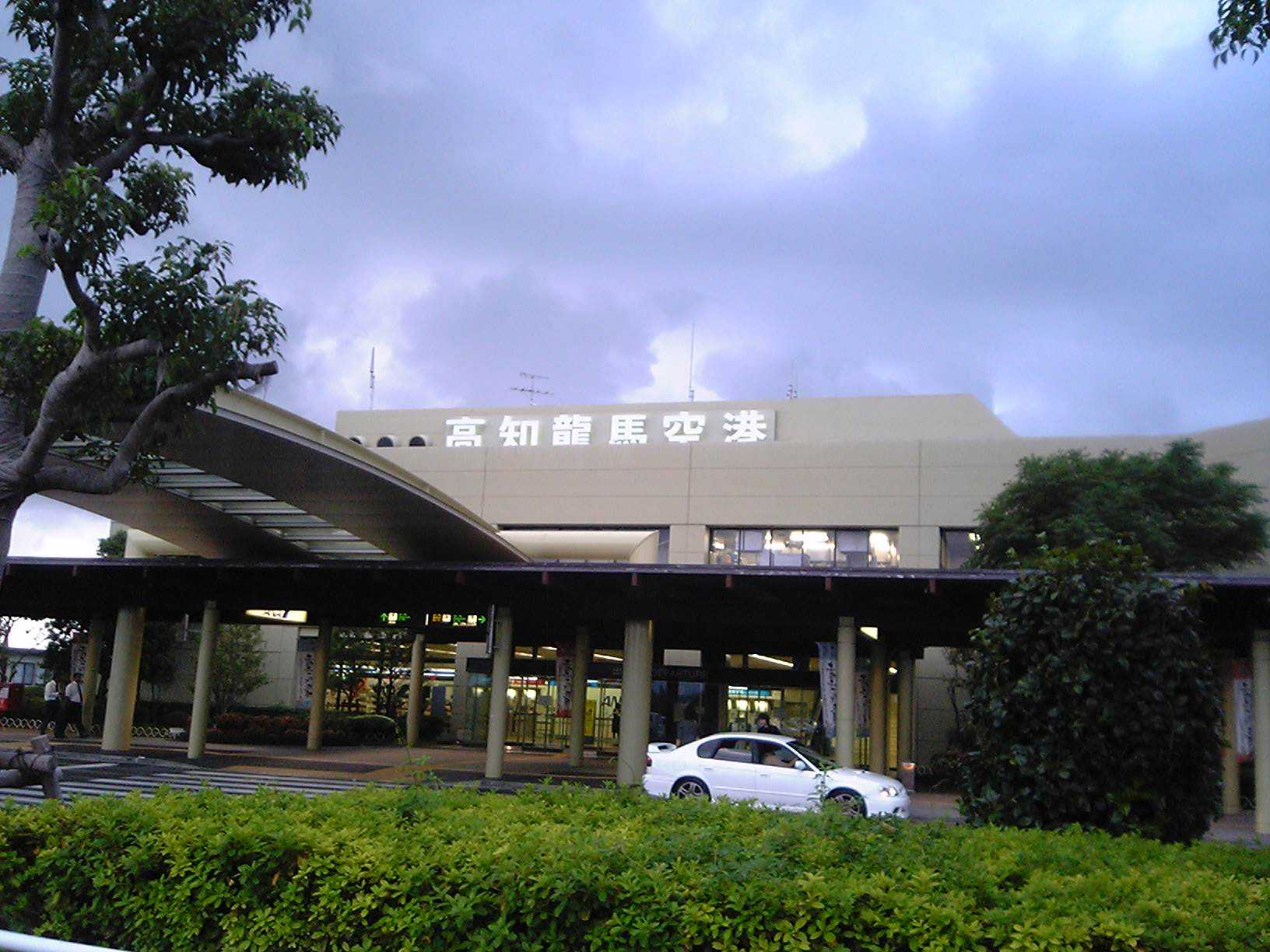
高知龍馬空港

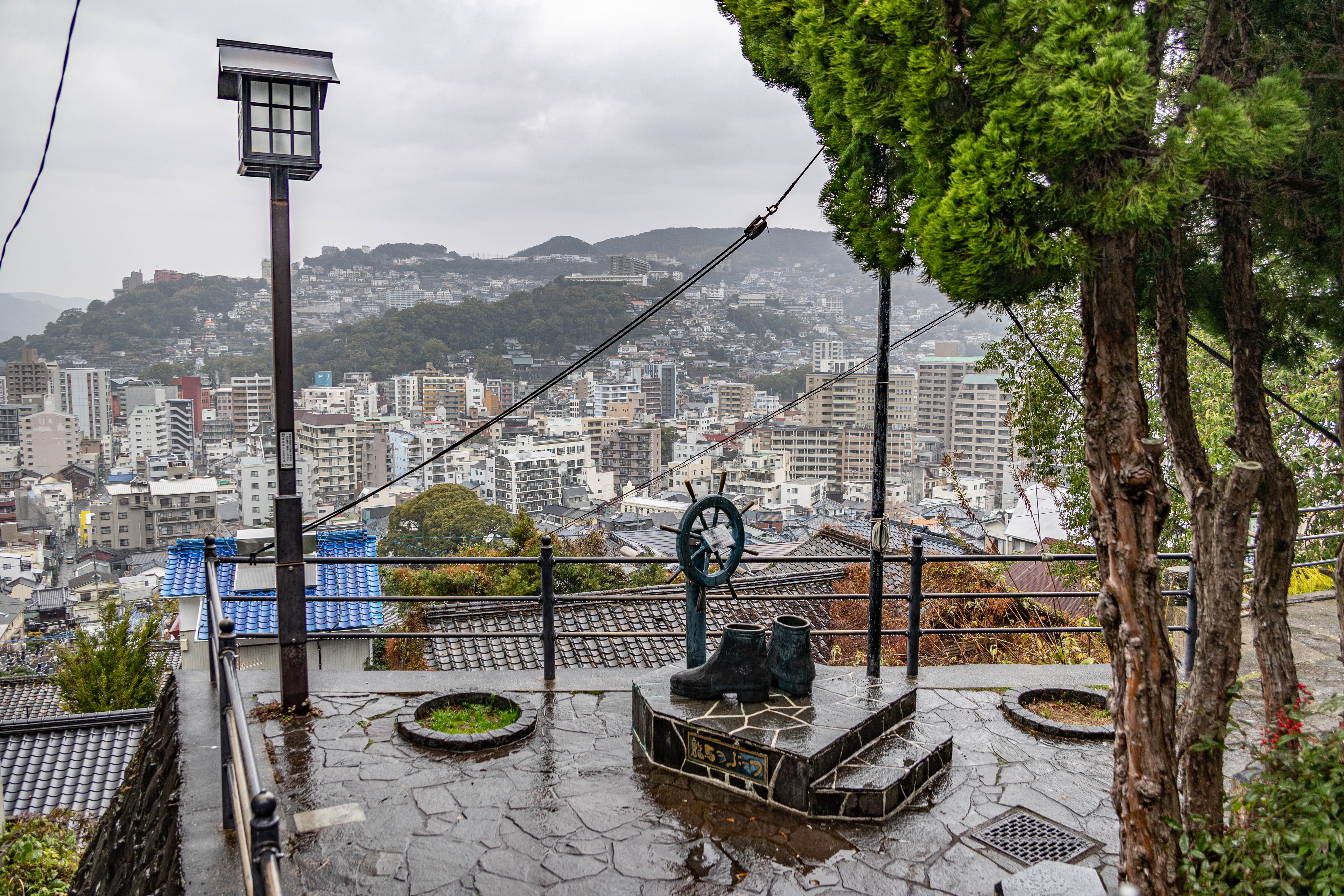
龍馬のぶーつ像

- 龍馬の銅像がある高知県高知市桂浜近くには平成3年（1991年）11月に開館された高知県立坂本龍馬記念館がある。
- 龍馬の出生地である高知市上町には平成16年（2004年）に開館された高知市立龍馬の生まれたまち記念館があり、周辺の史跡をめぐるルートとして「龍馬を育てた道」と名づけられた道がある。全国で唯一、実在する人物の名前のついた郵便局である龍馬郵便局（既存局を改称）もある。
- 龍馬の同僚であった海援隊隊士の新宮馬之助の出身地である香南市野市町には蝋人形館の龍馬歴史館がある。
- 亀山社中が結成された長崎県長崎市には平成元年（1989年）に建立された坂本龍馬之像と同7年（1995年）に建立された龍馬のぶーつ像がある。
- 坂本家の子孫にゆかりがある北海道函館市には平成21年（2009年）11月より開設された北海道坂本龍馬記念館がある。
- 平成17年（2003年）8月、高知県内経済団体などから成る「高知・龍馬空港を実現する会」の請願活動により、橋本大二郎高知県知事が高知空港の愛称を「高知龍馬空港」とすることを表明。同年11月15日に愛称が公式化された[1]。

## その他
- 平成22年（2010年）のNHK大河ドラマ『龍馬伝』の番組と並行してら2010年NHK大河ドラマ特別展「龍馬伝」と称して、江戸東京博物館、京都文化博物館、高知県立歴史民俗資料館、長崎歴史文化博物館と4か所で坂本龍馬に関する展示会が行われた。坂本龍馬の手紙や遺品など170点を一堂に集めた過去最大の龍馬展となり、入場者数は東京14万1,000人、京都6万7,000人、高知3万2,000人、長崎4万6,000人を記録した。
- 平成22年（2010年）、郵便局会社近畿支社が作製した龍馬とおりょうの写真を用いたオリジナルフレーム切手が販売されたが、原写真の持ち主である井桜直美から無断使用のクレームが神戸にある制作元の印刷会社に寄せられ、発行元の郵便局は発売を中止にした。しかし、この判断については、龍馬の写真自体はパブリック・ドメインになっているため、誤った判断ではないかとの指摘がなされている[2]。
- 京都国立博物館には数か所の血痕が残る掛け軸が所蔵されている。それは淡海槐堂が暗殺当日に誕生日祝いとして贈った『梅椿図』という作品である。付着した血痕は暗殺された龍馬らのものとされている。
- 平成12年（2000年）、京都国立博物館所蔵の坂本龍馬関係の資料が国の重要文化財に指定された。幕末の人物資料が重文に指定されるのは初めてだった。龍馬が乙女宛てに、西郷との交流や妻・お龍との新婚生活ぶりを詳細に記した書状や、海援隊に関する基礎資料などの記録類、『梅椿図』、衣類なども指定された[3]。
- 平成24年（2012年）に高知県が展開した観光キャンペーン『リョーマの休日』のポスターは、当時同県の観光大使をしていた大橋巨泉が発案し、坂本龍馬に扮した同県の尾﨑正直知事がスクーターにまたがるという構図だったが、この構図が、彫刻家・岩崎祐司の彫刻作品（タイトルは同じ『リョーマの休日』）と酷似しているとの指摘が、同県に対して岩崎サイドをはじめ複数から出された。県は「大橋さんのアイデアであり、著作権の問題は生じておらず、問題ない」と主張している一方、岩崎サイドは「一言断りを入れるべきでは」とコメントしている[4]。
- 龍馬が与えられた免状「北辰一刀流長刀兵法目録」は長年行方不明になっていたが、平成27年（2015年）11月、高知県香南市の龍馬歴史館に保管されていたことが判明した。また、龍馬が取得したのは剣術ではなく薙刀術であると疑問視されていたが、この問題も終止符を打つことになる。北海道の坂本家が高知県立坂本龍馬記念館に寄託した資料に剣術皆伝書の存在を示す文書が残っていた。北海道で行われた坂本龍馬遺品展に関する遺品預かり書の写しで、明治43年（1910年）8月30日付。秘伝巻物として「北辰一刀流兵法箇条目録」「北辰一刀流兵法皆伝」「北辰一刀流長刀兵法皆伝」と記されていた。

## 龍馬の絆都市間交流
- 2014年11月15日 龍馬の絆で結ぶ都市間交流宣言締結[5]

高知市（高知県）
京都市（京都府）
品川区（東京都）
福山市（広島県）
下関市（山口県）
長崎市（長崎県）
鹿児島市（鹿児島県）
霧島市（鹿児島県）